# Снеддон, Иан
Иан Нейсмит Снеддон (англ. Ian Naismith Sneddon, 8 декабря 1919, Глазго — 4 ноября 2000, Глазго) — шотландский учёный, специалист в области математики.

## Биография
Окончил с отличием университет Глазго в 1940 году, после чего отправился в Кембридж. Нормальный процесс образования был прерван начавшейся Второй мировой войной. Снеддон перешёл на работу в Центр исследования и развития вооружений Министерства обороны Великобритании (Форт-Халстед). Там он познакомился с выдающимся физиком Невиллом Моттом (впоследствии сэром Невиллом), их сотрудничество продолжилось и после войны, они вместе написали и опубликовали книгу о волновой механике.
После войны Снеддон вернулся в Глазго, преподавал в Университете. Доктор наук с 1948 года. В 1950 году, в возрасте всего 30 лет, он был назначен первым профессором математики в Университетский Колледж Северного Стаффордшира (позднее ставшим университетом Киля). Тем не менее сердце его всегда было в Глазго, и в 1956 году он занял кафедру математики Симсона (названной в честь геометра Роберта Симсона, который связан с известной линией Симсона в треугольнике). С тех пор и до конца своих дней, Снеддон работал в университете Глазго, продолжая работать, как почетный старший научный сотрудник и после своего официального выхода на пенсию в 1985 году.
Принимал активное участие в культурной жизни Шотландии. Очень любил Польшу. Пожизненной страстью его была классическая музыка, несколько композиторов были среди его близких друзей, в частности, Витольд Лютославский. В знак признания его заслуг в развитии математических и культурных связей между Польшей и Шотландией, он был награждён Орденом Polonia Restituta.
Избран членом Лондонского королевского общества (17.03.1983). Ранее, в 1958 году, избран членом Королевского общества в Эдинбурге. В 1969 году он стал офицером ордена Британской Империи (OBE).
По случаю его 70-летия был подготовлен и издан специальный сборник научных работ по математическим методам и их приложениям в теории упругости (редакторы Джордж Исон и Рэй Огден, 1990).

## Научные интересы
Занимался проблемами линейной теории упругости с приложением к изучению поведения трещин. Эти работы выполнялись по заказам Министерства снабжения Великобритании во время Второй мировой войны. Снеддон сохранил интерес к исследованиям в этой области на всю жизнь. Внес также выдающийся вклад в развитие сопутствующих аналитических методов, в частности, применение интегральных преобразований и решения парных интегральных уравнений.
Написал много книг по соответствующим разделам наук, приезжал с научными визитами в СССР, участие в многочисленных научных мероприятиях и привлекательные черты личности сделали его хорошо известным на международном уровне.

## Анекдоты
Активная жизнь Снеддона отмечена в высказывании: «Если вы встанете на любом перекрестке в любом американском городе и подождёте достаточное время, Иан Снеддон пройдет мимо!»
По поводу своей книги «The Use of Integral Transforms» (McGraw-Hill, 1972) Снеддон писал: «На обложке моей книги отчество автора написано неправильно, но это великолепная книга».